# Imperiul Selgiuc
Imperiul Selgiuc (limba turcă: Büyük Selçuklu Devleti; limba persană:  سلجوقیان‎) a fost un imperiu medieval islamic sunnit turco-persan care s-a impus în zonele Orientului Apropiat și Mijlociu, unde a purtat lupte cu bizantinii și cruciații. A supus pe rând Afganistanul, Iranul, Siria, Mesopotamia și Anatolia. Selgiucizii își impun supremația în cadrul lumii arabe și controlează Califatul de la Bagdad.
Imperiul Selgiuc a fost fondat de Tughril Beg în 1037. Selgiucizii au unit statele din scena politică fărămițată din lumea islamică estică, jucând un rol crucial în timpul primei și celei de-a doua cruciade. Într-un areal cultural și lingvistic cu mari influențe persane, selgiucizii au creat o tradiție turco-persană, exportând în același timp obiceiuri iraniene în Anatolia.

## Istoric
Strămoșul legendar al selgiucizilor a fost Seljuq beg, care a servit în armata hazară, care în jurul anului 950 au migrat în Khwarezm, în apropiere de orașul Jend, unde s-au convertit la Islam.
Selgiucizii au fost aliați cu șahii persani samanizi împotriva hanatului Kara-Khanid. Samanizii cu toate acestea, au fost învinși de aceștia în Transoxania (992/999), după apariția imperiului Ghaznavid.

### Expansiunea
Tughril și Chagri au fost nepoții lui Seljuq, în timpul cărora selgiucizii le-au smuls imperiul Ghaznavizilor. Inițial, selgiucizii au fost respinși de către Mahmud și s-au retras la Khwarezm, dar Tughril și Chaghri au captura Merv și Nishapur (1037). Au continuat raidurile, ca în 1037 să jefuiască Ghazni. În 1040, în bătălia de la Dandanaqan, l-au învins decisiv pe Mas'ud I, ca rezultat, acesta cedează cele mai multe dintre teritoriile sale vestice selgiuciziilor. În 1055, Tughril a capturat Bagdadul, distrugând dinastia Buyid.
Alp Arslan a fost fiul lui Chagri Beg, cunoscut pentru extinderea statului lui Tughril prin ocuparea Armeniei și Georgiei în 1064 și invadarea Imperiului Bizantin în 1068, de la care a anexat aproape toată Anatolia. Victoria decisivă împotriva bizantinilor a fost obținută în bătălia de la Manzikert, din 1071, prin care a neutralizată în mod eficient amenințarea bizantină.
A dat drept generalilor săi de a întemeia principate în fosta Anatolie bizantină. În termen de doi ani, aceștia au stabilit controlul în Asia Mică: în nord-estul Anatoliei Saltukizii, Mengujekizii în Anatolia Răsăriteană, în sud-estul Anatoliei Artuqizii, Danishmendii în Anatolia Centrală, Selgiucii de Rom în vestul Anatoliei.
Datorită succesorul lui Alp Arslan, Malik Șah, și a celor doi viziri persani, Nizam Al-Mulk și Taj Al-Mulk, statul selgiuc s-a extins în direcții diferite, încât să fie mărginit în răsărit de China și în Occident de bizantini. Acesta a mutat capitala de la Rey la Isfahan. Califul Abbasid i-au conferit titlul de  "Sultan al Estului și Vestului" în 1087. Asasinii (Hashshashin) lui Hassan-i Sabah au început să devină o forță în timpul epocii sale, asasinând multe figuri de frunte din administrația sa.

### Împărțirea imperiului
După moartea lui Malik Șah I în 1092, imperiul s-a împărțit între fratele și cei patru fii ai săi, între care au existat conflicte. În Anatolia, Malik Șah a fost succedat de Kilij Arslan I, care a fondat Sultanatul de Rum și în Siria de către fratele său, Tutush I. În Persia el a fost urmat de fiul său, Mahmud I, a cărui domnie a fost contestată de către cei trei frați ai săi, Barkiyaruq în Irak, Muhammad I în Bagdad și Sanjar Ahmad în Khorasan. Când a murit Tutush fii săi, Radwan și Duqaq, au primit Alepul și respectiv Damascul.
În 1118, al treilea fiul a lui Ahmad Sanjar a preluat imperiu. Nepotul său, fiul lui Mohamed nu i-a fost recunoscut dreptul la tron, astfel Mahmud al II-lea s-a proclamat el însuși sultan și a stabilit capitala în Bagdad, până la 1131, când a fost în cele din urmă în mod oficial demis de către Ahmad Sanjar. În nord-estul Siriei și Mesopotamia de nord, selgiucizii au fost conduși de Artuqizi, aceștia controlând Ierusalim până în 1098. În estul Anatoliei și Siria de nord a fost fondat un stat de dinastia Dānišmand.

### Cruciadele
Statele dezbinate ale selgiucizilor au dorit consolidarea teritoriile proprii și  obținerea controlului asupra vecinilor lor, decât să coopereze împotriva cruciaților în timpul primei Cruciade. Selgiucizii au învins cu ușurință cruciada țărănimii neinstruită din 1096, dar nu a putut opri progresul armatei cruciate, care a capturat orașe importante, cum ar fi Niceea (Iznik), Iconium (Konya), Mazaca Cezareea (Kayseri) și Antiohia (Antakya), în marșul lor spre Ierusalim (Al-Quds), iar în 1099 în cele din urmă capturat cu succes Țara Sfântă, înființând primele state cruciate. Selgiucizii pierduseră deja Palestina în favoarea Fatimizilor, care au recapturat-o chiar înainte de capturarea acesteia de către cruciați.
După prima cruciadă, beii independenți s-au aliat frecvent cu statele cruciate împotriva altor bei, ce concurau unul cu celălalt pentru teritoriu. La Mosul, Zengi l-a succedat pe Kerbogha ca bei și a început cu succes procesul de cucerire a beilor din Siria. În 1144, Zengi a capturat Edessa, comitatul de Edessa aliindu-s cu Ortoqizii împotriva sa. Acest eveniment a declanșat lansarea celei de-a doua cruciade. Nur ad-Din, unul dintre fiii lui Zengi care l-au succedat ca bei de Aleppo, a creat o alianță în regiune de a se opune celei doua cruciade.

### Declinul și cucerirea
Ahmad Sanjar a trebuit să se confrunte cu revolte în Transoxiana, Afganistan și  Kîrgîzstan, precum și a nomazilor Kara-Khitanilor care au invadat estul și capturat teritorii importante. Kara-Khitanii i-au învins pe Qarakhanizii din Vest, un vasal al selgiucizilor. Qarakhanizii au apelat la ajutor din partea selgiucizilor, dar în bătălia de la Qatwan din 1141, Sanjar a fost învins decisiv. Armata selgiucă a suferit pierderi mari și Sanjar abia a scăpat cu viață. Prestigiul selgiucizilor a fost mult diminuat, și-au pierdut toate provinciile estice până la Darya Syr.
În 1153, turcii oghuzi s-au răzvrătit și l-au capturat pe Sanjar. A reușit să scape trei ani mai târziu, dar moare anul următor. În ciuda câtorva încercări de a-i reuni pe selgiucizi, cruciadele i-au împiedicat să reunifice fostul lor imperiul. După moartea lui Ahmed Sanjar în 1156, imperiul său s-a fracturat din nou, beii săi devenind independenți.
- Selgiucizii khorasani în Khorasan și Transoxania, cu capitala la Merv;
- Selgiucizii kermani;
- Sultanatul de la Rum, cu capitala la Iznik (Niceea), apoi la Konya (Iconium);
- Atabeghlikul de la Salgur pe teritoriul Iranului de astăzi;
- Atabeghlikul de la Ildeniz pe teritoriul Irakului și Azerbaijanului, cu capitala la Hamadan;
- Atabeghlikul de la Bori în Siria, având capitala în Damasc;
- Atabeghlikul de la Zangi în Al Jazira (nordul Mesopotamiei), cu capitala la Mosul;
- Beghlikurile turcice: Danishmenzii, Artuqizii, Saltuqizii and Mengujekizii în Asia Mică;
- Imperiul Khwarazmian în Transoxania și Khwarezm, cu capitala la Urganch;

După două cruciade, generalul lui Nur ad-Din, Shirkuh, a format un stat în Egipt pe teritoriul fatimid, fiind urmat de Saladin. În timp, Saladin s-a răzvrătit împotriva Nur ad-Din, și, după moartea sa, Saladin s-a căsătorit cu soția acestuia și au capturat cea mai mare parte a Siriei și a creat dinastia Ayyubidă.
Pe alte fronturi, regatul Georgiei a început să devină o putere regională, extinzându-și granițele în detrimentul selgiucizilor. Același lucru a fost valabil în renașterea Regatului armean al Ciliciei sub Leon al II-lea de Armenia în Anatolia. Califul Abbassid An-Nasir, de asemenea, a început să-și reafirme autoritatea, aliindu-se cu șahul Khwarezm Takash.
Pentru o scurtă perioadă de timp, Togrul al III-lea a fost sultanul a tuturor selgiucizilor, cu excepția celor din Anatolia. În 1194, cu toate acestea, Togrul a fost învins de Takash, Șah al Imperiului Khwarezmid, și în cele din urmă s-au prăbușit selgiucizii. Rămășiță a fostului Imperiu Selgiuc a rămas doar Sultanatul de Rom în Anatolia. Dar dinastia decăzând în mijlocul secolului al XIII-lea din cauza mongolilor care au invadat Anatolia în jurul anului 1260 și l-au împărțit în mai multe emirate mici. În cele din urmă unul dintre acestea, cel otoman, a reușit să le cucerească pe restul.

## Guvernarea
Puterea selgiucizilor a atins apogeul sub Malik I Șah, și atât Qarakhanizii și Ghaznavizii au trebuit să recunoască suzeranitate acestora. Stăpânirea Imperiului Selgiuc a fost stabilit de-a lungul vechilor teritorii sasanide, în Iran și Irak, și a inclus Anatolia, precum și părți din Asia Centrală și Afganistan. Regula selgiucizilor a fost modelat dupa organizarea tribală a nomazilor turci și mongoli, semănând cu o "federație de familii". În conformitate cu această organizare membrul de frunte al familiei alocă membrilor de familie porțiuni din domenii sale.